# Liber Iudiciorum
El Liber Iudiciorum (o Lex Visigothorum) fue un cuerpo de leyes visigodo, de carácter territorial, dispuesto por el rey Recesvinto y promulgado probablemente el año 654. También es conocido como Código de Recesvinto, Libro de los jueces, Liber Iudicum, Liber Gothorum, Fori Iudicum, Forum Iudicum y Forum Iudiciorum. Ha pasado a la historia como la gran obra legal del reino visigodo.
En 1241 fue traducido, con algunas modificaciones, del latín al castellano por orden del rey de Castilla Fernando III para ser concedido como fuero a ciertas localidades de la zona meridional de Castilla, siendo denominado «Fuero juzgo». Fue impreso por vez primera en lengua latina en París en 1579 bajo el título Codicis legum Wisighotorum libri XII y su primera impresión en traducción castellana, por Alfonso de Villadiego, se publicó en Madrid en el año 1600.
Se conoce un fragmento del Liber Iudiciorum traducido al catalán, que se conserva en la Seu d'Urgell (Baraut y Moran). Paleográficamente y desde el punto de vista lingüístico se puede situar alrededor del año 1080. Posee un interés lingüístico grande, tanto por los arcaísmos que presenta como por el esfuerzo que pone de manifiesto adaptar al catalán una prosa latina de carácter sabio. Se tradujo a la lengua catalana en la canónica de Santa Maria de Organyà, probablemente a manos de un presbítero y habría hecho la copia mencionada del Liber Iudiciorum para uso de un juez.

## Antecedentes

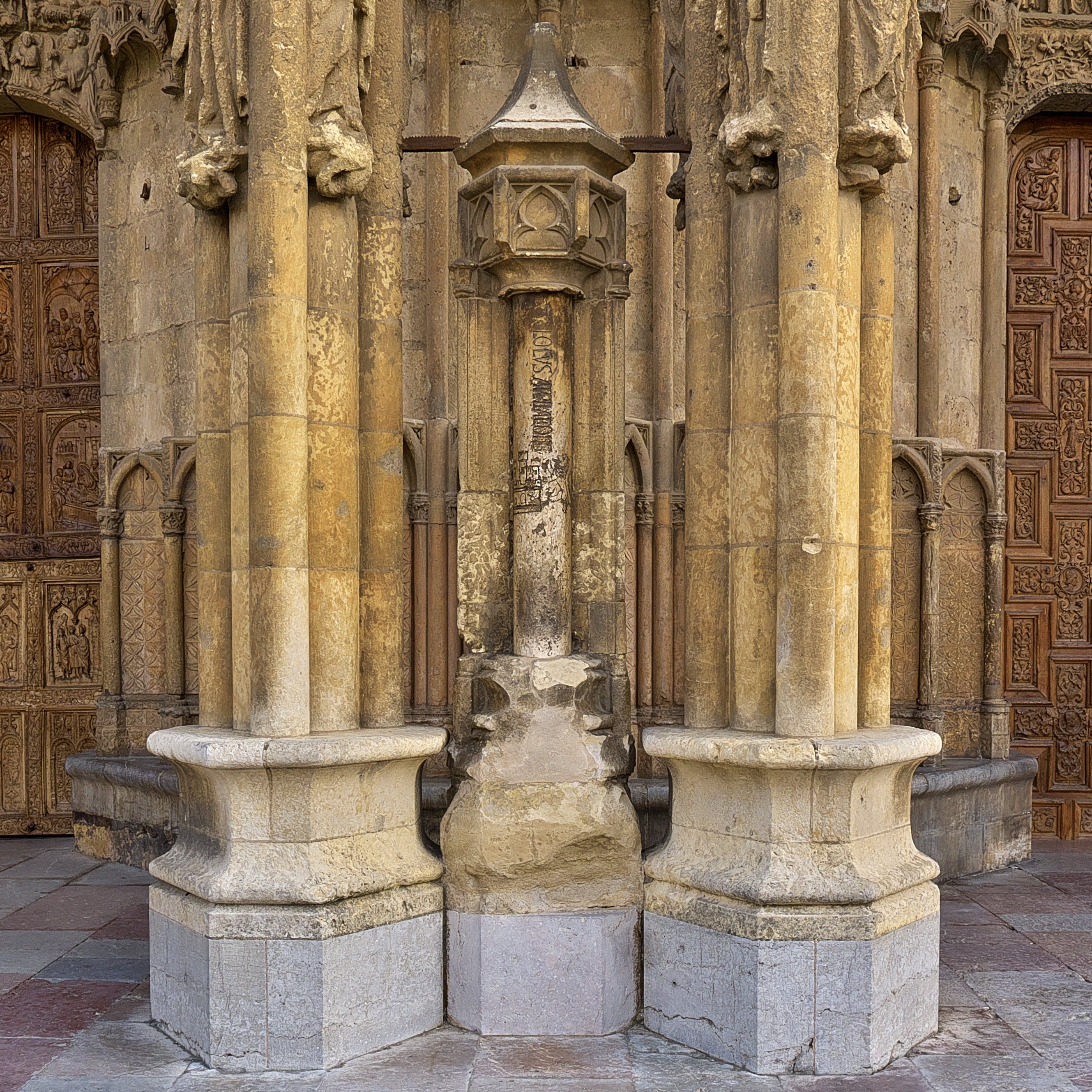
Locus apellationis, Catedral de León (España). En este lugar se impartía justicia conforme al Liber Iudiciorum.

Sus normas se extendieron a la población goda y romana, tal vez a imitación del Código de Justiniano. El Liber Iudiciorum derogaba las leyes anteriores, como el Breviario de Alarico para los romanos y el Código de Leovigildo para los visigodos.
No parece haber habido resistencia contra las nuevas leyes en la población hispano-romana, y ello se atribuye a dos causas fundamentales: en primer lugar, el nuevo código recogía algunos aspectos de la anterior ley romana; en segundo, las leyes romanas no habían sufrido variación desde hacía siglos porque no había una autoridad romana que pudiera cambiarlas y estaban basadas en leyes del bajo Imperio romano, por lo que seguramente estaban distanciadas de la realidad social. Por otra parte, un examen de las leyes nos permite apreciar que no eran para un uso amplio entre la población, especialmente entre los humildes, y parece que los pequeños pleitos civiles y delitos menores eran juzgados a menudo por los obispos, sacerdotes y árbitros, que actuaban como jueces extraoficiales y que además debían dictar sus fallos con arreglo a la lógica y a las antiguas leyes romanas, que estarían muy asumidas después de tantos siglos, acudiéndose sólo a la justicia oficial del rey en casos limitados.
Para los cargos políticos continuaba el monopolio de los visigodos.
Por tanto, la ley para los godos, aunque experimentaba un cambio substancial, mantenía casi dos tercios de leyes antiguas. Pero para los romanos suponía una novedad completa. No obstante, también para los godos constituyó sin duda un cambio, pues algunas de las leyes antiguas fueron corregidas por Recesvinto y una lo fue por Chindasvinto.
Junto al código se publicaba una disposición especial por la cual se prohibía el uso del Derecho extranjero, principalmente romano, en los tribunales: si un juez usara para sus sentencias leyes sacadas de un código distinto al de Recesvinto, pagaría una multa de treinta libras de oro, unos dos mil ciento sesenta sueldos. Los pleitos en curso aún no resueltos serían fallados según las leyes del nuevo código, pero la ley en modo alguno tendría efectos retroactivos y los fallos anteriores basados en otras leyes que habían estado vigentes eran ratificados y se prohibía su reapertura. Los casos que no estuvieran previstos en el código serían remitidos al rey, como ya se hacía, para que su decisión sentara jurisprudencia. El rey tendría derecho a añadir todas las leyes que creyese convenientes, tras consultar a los obispos y a los principales cargos palatinos.
Después de su publicación fue preciso añadir una nueva ley transitoria: como la demanda de ejemplares del código era tan alta, los precios por las copias aumentaron, y el rey hubo de prohibir que se cobrara o pagara más de seis sueldos por una copia; el que incumpliere, fuere copista o adquirente, recibiría cien latigazos.

## Estructura y contenido
Se dividía en un título preliminar y doce libros, tal vez a imitación del Código de Justiniano, subdivididos en cincuenta y cuatro títulos y quinientas setenta y ocho leyes. Contenía trescientas veinticuatro leyes del anterior código godo, calificadas en el texto como antiquæ, noventa y nueve leyes elaboradas por Chindasvinto durante su reinado y ochenta y siete leyes propias de Recesvinto, ya que las del padre se encabezan en el texto con el nombre Flavius Chindasvintus Rex y las del hijo con Flavius Reccesvintus Rex. Finalmente había tres leyes de Recaredo y dos de Sisebuto.
Su estructura es la siguiente:
- Libro I: El legislador y la ley.
- Libro II: Administración de justicia, escrituras y testamentos.
- Libro III: Los matrimonios y los divorcios.
- Libro IV: Sucesiones, herencias y tutelas.
- Libro V: Donaciones. ventas y otros contratos.
- Libro VI: Derecho penal: crímenes y torturas.
- Libro VII: Derecho penal: robo y fraude.
- Libro VIII: Derecho penal: actos de violencia y lesiones.
- Libro IX: El ejército y el derecho de asilo eclesiástico.
- Libro X: Derecho de propiedad y prescripción.
- Libro XI: Médicos y enfermos; mercaderes extranjeros.
- Libro XII: Herejes y judíos.

Con Ervigio, varias leyes del código fueron parcialmente modificadas, por lo que desde esa época se conoció también como Código de Ervigio.

### Libro I
- El legislador y la ley: el derecho a legislar corresponde al rey con el Officium palatii y los Obispos como órganos consultivos. La ley obliga a todos, sin distinción de clase social, condición, sexo o edad, e incluye al rey.
- Derecho de gracia: el rey podía conceder gracias e indultos, salvo las limitaciones establecidas para los casos de traición.
- Distinciones legales entre esclavos y libres: se distingue entre siervos (esclavos) y hombres libres. Entre los esclavos se fijan tres categorías: siervos de la corte, siervos de la Iglesia, y siervos de los particulares.
- Características de las personas físicas: se establece una definición de las personas físicas. Se considera persona física la que ha nacido y vivido diez días al menos, y ha recibido el bautismo.
- Minoría de edad: se es menor de edad hasta los quince años, hasta llegar a los cuales se precisa de guarda (tutela) en caso de faltar el padre.
- Manumisión de esclavos: la manumisión de esclavos se hacía mediante un ritual con intervención de un sacerdote y dos testigos.

### Libro II
- Cargos subsistentes: los cargos godos continuaron existiendo: los duques provinciales, los comes o condes, y los Thiufadii. Apareció además el cargo de ayudante del Thiufadus.
- El Thiufadus y su ayudante: parece ser que las cuestiones judiciales de que se ocupaban los antiguos Iudex loci o Iudex territori fueron transferidas al Thiufadus que hasta aquel momento había sido un cargo estrictamente militar. Se trataría pues de un cambio de nombre de los jueces locales, que asumieron la denominación de Thiufadii, o de un cambio de funciones en que estos últimos asumían las funciones de aquellos. En todo caso los nuevos Thiufadii que asumían funciones judiciales, probablemente ejercían al mismo tiempo las funciones militares que desde antes correspondían al cargo. Como no podían atender a ambos aspectos, fue necesario que se colocara al lado de cada uno un adjunto, en el cual su principal delegaba las resoluciones judiciales o militares que no podía o no quería tomar personalmente. Es posible también que, al asumir el Thiufadus algunas funciones judiciales, se empezara a llamar a todos los jueces godos Thiufadii de forma que la denominación fuera la misma para el funcionario encargado de administrar justicia y para el que tenía el mando militar; pero probablemente solo el primero hubiera necesitado un adjunto, por el incremento del trabajo al abarcar ahora una numerosa población romana, pues el segundo ya disponía de oficiales y suboficiales para las distintas unidades de las tropas que mandaba.
- Cargos judiciales: la administración de justicia pasó a los condes, aunque los Duces también tenían atribuciones indeterminadas, pero no se sabe si eran nuevas o ya las venían ostentando, y a los Thiufadii y sus adjuntos. Los oficiales del ejército, Quingentenarii y Centenarii actuaban como jueces militares, y por encima estaba el Millenarius, lo que indicaría que el Thiufadus, que tenía el mando de la unidad, aunque tuviera funciones judiciales no las tenía en relación con los casos de justicia militar.
- Nuevos cargos judiciales: se creó el cargo de Pacis adsertor para que viera, en nombre del rey, determinados casos. El Numerarius juzgaba casos pero no sabemos de que naturaleza, aunque parece que para ostentar el cargo era muy adecuado, aunque legalmente no era imperativo, ser romano.
- Pleitos contra el Tesoro: los casos contra el Tesoro debían ser presentados ante el conde de la ciudad o el juez local y en la redacción de Chindasvinto, que sería el Thiufadus en tiempos de Recesvinto. El mismo Chindasvinto confirmaba que este sistema era una innovación.
- Jurisdicción y nombramiento: todos los jueces existentes podían atender tanto casos civiles como criminales. Su nombramiento correspondía al rey y la vigilancia de que quien ejerciera el cargo fuera realmente un juez nombrado correspondía al Dux.
- Juicios de sacerdotes y diáconos: en algunas ocasiones los sacerdotes y diáconos actuaban como jueces en pleitos entre laicos. El código no lo prohibía expresamente, aunque sus decisiones no vinculaban a los tribunales seculares, y solo afectaban a las partes, pero el Sínodo de Mérida del 666 determinó que no deberían hacerlo más que en casos excepcionales en que obtuvieran permiso del Obispo.
- Faltas de respeto a los tribunales: si alguien acusado no comparecía ante el juez que le hubiera convocado adecuadamente, tendría que pagar cinco sueldos de multa al juez y otros cinco al acusador para compensarle el retraso. Si carecía de bienes para pagar recibiría cincuenta latigazos. Si el que dejaba de comparecer era un obispo o su representante, pues el obispo podía comparecer por medio de un representante, la multa sería el pago de veinte sueldos al juez y de treinta al acusador, y el juez del tribunal, el conde de la ciudad o el Dux provincial podrían compelerle al pago; si quien debía comparecer era sacerdote, archidiácono, diácono, subdiácono u otro clérigo o monje, debería pagar también cinco sueldos al juez y cinco al acusador, y si no pudiera pagarlos debería en su lugar hacerlo el obispo bajo cuya jurisdicción estuviera.
- Indemnización para los que ganaban un pleito: los que perdían un pleito debían pagar al acusado cuya culpa no resultaba probada una indemnización de cinco sueldos.
- Supresión de los cargos romanos: desaparecido el Derecho romano, ya no era necesario administrar justicia según las leyes romanas. Por tanto desapareció el gobernador provincial o Iudex así como su Officium (salvo el Numerarius), persistiendo, a un nivel inferior, el defensor. Las funciones del gobernador provincial fueron asumidas por los condes de la ciudad y las del defensor por los Thiufadii que a partir de entonces reunirían funciones judiciales y militares. El defensor subsistió pero solo para los casos menos importantes. El Numerarius asumió algunas funciones judiciales pero no sabemos cuáles, pues las relativas a los casos contra el Tesoro público correspondían al conde y tal vez al Thiufadus.
- Castigos a los jueces: se establecían los castigos para los jueces prevaricadores y para los que se negaran a dictar sentencia o demoraran el fallo.
- Costas judiciales: los costes de los juicios serían entre el 5 % y el 10 % del valor del litigio.
- Procuradores: solo se precisaría procuradores en caso de litigar el rey o el obispo contra un pobre.
- Procedimiento: el procedimiento sería oral.
- Pruebas: en juicios civiles las pruebas serían: testifical, documental y juramental, un juramento de los litigantes. Dos testigos mayores de catorce años hacían prueba si juraban ante el juez.
- Recursos: las sentencias de un juez podían ser recurridas ante el juez superior (conde) y después ante el rey. No está claro si las sentencias de los jueces y Thiufadii podían ser recurridas también ante el Dux, o bien debían ser recurridas ante el conde y solo las sentencias de este podían ser recurridas ante el Dux.

Cuando se producía una apelación, el juez que había dictado la sentencia se reunía con el obispo y reconsideraba su veredicto. Si ambos consideraban el veredicto justo y correcto solo cabría la apelación a la instancia superior o al rey; si había desacuerdo prevalecía la decisión del obispo y Ervigio decidió que el obispo comunicaría su parecer al rey, quien decidiría el resultado del pleito
- Testamentos: los testamentos podían otorgarse por escrito, con la firma del testador y dos o más testigos, o firmados por un tercero a ruegos del testador, y además dos o más testigos, y podían otorgarse también por la declaración verbal de la voluntad del testador ante dos o más testigos. El testamento debía ser presentado al juez o al obispo, y los testigos debían ratificarse. El testamento ológrafo, escrito de puño y letra por el testador, era aceptado, pero era supletorio de los demás y debía ser comprobado por el obispo o el juez.

### Libro III
- Matrimonios mixtos: se derogó la prohibición de matrimonios mixtos entre godos y romanos, que parece que no era muy respetada pues ya no estaba vigente para los godos, según la ley 2.ª del título 1.º del libro III. No obstante se mantuvo la prohibición de la celebración de matrimonios entre libres y esclavos de la misma nacionalidad o de distintas nacionalidades.
- Derechos de los padres: el padre no podía dar en prenda a sus hijos, ni venderlos o donarlos, ni privarles de la vida; en casos extremos de deshonestidad podían matar a las hijas.
- Divorcio: el divorcio estaba permitido en los casos de adulterio. En tal caso el divorciado (o ambos) podían tomar estado eclesiástico con pleno consentimiento. Si el marido caía en la esclavitud el matrimonio se deshacía de hecho pero no dejaba de existir el vínculo. En caso de sodomía del marido o si incitaba a la mujer al adulterio, el vínculo desaparecía.
- Régimen económico matrimonial: el régimen económico del matrimonio era el de gananciales a partir del matrimonio. Las compras y mejoras durante el matrimonio se reputaban comunes; los bienes recibidos en herencia de persona extraña eran privativos del cónyuge que los recibía; también eran privativos aquellos bienes ganados por uno de los cónyuges con la prestación de un servicio, o los donados por el rey o por el señor.
- Esponsales y ósculo: la celebración del matrimonio obligaba a la previa celebración de esponsales; una vez realizados debía contraerse el vínculo matrimonial en el plazo máximo de dos años; si el varón moría antes de la boda y había mediado osculum (ósculo, o sea, beso) la novia retenía la mitad de las arras entregadas en los esponsales.
- Las morgingebæ: los godos entregaban a cambio de su prometida, si era virgen, una dote conocida como morgingeba cuyo importe máximo quedó fijado en mil sueldos, diez esclavos varones jóvenes, diez esclavas chicas jóvenes, y veinte caballos, que no podía superarse, si bien el marido, tras un año de matrimonio, podía donar a su esposa otros bienes si estaba satisfecho con ella. Los regalos de la novia al futuro esposo también quedaron limitados y Ervigio rectificó esta ley y autorizó a pagar hasta una décima parte de los bienes, pero solo a los primates y a los hombres más ricos.
- Disolución de uniones en ciertos casos: los obispos y jueces deberían separar a las parejas en caso de que el varón fuera sacerdote, diácono o subdiácono; el culpable sería entregado al Obispo para ser castigado de acuerdo al derecho canónico, y la mujer recibiría cien latigazos y sería vendida como esclava; si los obispos no podían poner fin a la situación irregular, debían informar al Sínodo o al rey.

### Libro IV
- Bienes gananciales a la disolución: al fallecimiento de un cónyuge, o a la disolución por divorcio u otras causas, los gananciales no se dividían por la mitad más que si los bienes aportados al matrimonio por ambos cónyuges eran similares.
- Sucesiones testadas: las sucesiones podían ser testamentarias y ab intestato (sin testamento). En las sucesiones testadas se ejecutaba la voluntad del testador respetando las legítimas legales.
- Sucesiones intestadas: las sucesiones sin testamento pasaban en primer lugar a los descendientes del causante, a falta de estos a los ascendientes, y faltando también estos a los colaterales hasta el séptimo grado. Solo cuando no hubiera colaterales hasta dicho grado entraba en la sucesión el cónyuge viudo, y en todo caso, cualquier cosa que el cónyuge viudo recibiera del cónyuge fallecido debía reservarse para los hijos comunes, aunque el cónyuge viudo no volviera a casarse.
- Derechos legitimarios: la legitima correspondía a los hijos o nietos y a falta de todos ellos no existía herencia forzosa; pero el que tuviera hijos o nietos solo podía disponer libremente de una quinta parte de sus bienes más la totalidad de los que procedieran de donaciones del rey o señor, imputándose los otros cuatro quintos a los derechos legitimarios de los hijos o nietos. De estos cuatro quintos un tercio podía detraerse en concepto de mejora para uno o varios de los legitimarios.

### Libro V
- Compra-ventas: las compras y ventas debían hacerse por escrito o mediante entrega del precio ante testigos.
- Auto ventas: una persona física podía venderse a sí mismo.
- Leyes sobre los curiales: los curiales no debían vender, permutar o donar sus propiedades total o parcialmente, pero si lo hacían el adquirente podría conservarlas pagando el correspondiente impuesto; pero si no pagaba el impuesto en la fecha correspondiente, o dejaba de pagarlo algún año, perdería la propiedad sin compensación en cuanto fuera descubierta la deuda tributaria. La propiedad pasaría al Tesoro, y el rey podría atribuirla bien al vendedor o bien a otra persona de su agrado. La Ley implicaba de hecho que los curiales ya podían en lo sucesivo vender sus propiedades, siempre y cuando ello no afectara a la recaudación de impuestos.
- Redención de esclavitud: si un hombre libre se vendía como esclavo, podía recobrar su libertad pagando el precio de la venta.
- Arrendamientos y subarrendamientos: se reconocía el derecho de arriendo y el de subarriendo.
- Préstamo y comodato: se regulaba el préstamo bajo sus dos conceptos: préstamo mutuo y comodato o préstamo de uso.
- Intereses: el interés legal se fijaba en el 12,5%. En productos de primera necesidad el interés podía alcanzar hasta un tercio de lo recibido.
- Depósitos: el código regulaba el depósito determinándose qué debía hacerse si la cosa depositada le fuera robada al depositario, el cual, en dicha situación, tendría un plazo para recuperarla y devolverla, o en caso contrario debería pagar la mitad del valor.
- Prenda e hipoteca: la prenda y la hipoteca estaban reunidas en una única figura jurídica llamada Penno. No se podía dar en prenda todo el patrimonio ni podía establecerse una prenda sobre una persona determinada.
- Pérdida de atribuciones de las Curias (varios libros): una parte de las funciones de los consejos locales fueron suprimidas. Recordemos que eran:
  - la percepción de impuestos;
  - la administración de la ciudad y territorio circundante, en sus diversos aspectos (juegos, servicios, abastecimientos, mercados, etc.);
  - nombramiento de guardianes;
  - cuestiones de justicia local;
  - llevar el registro de donaciones de tierras y otras propiedades; registros de testamentos y de adopciones, y otros registros;
  - cuestiones relativas a los bienes y derechos de los menores.

Precisamente las últimas (nombramiento de guardianes, justicia local, registros y bienes y derechos de menores) pasaron a los Obispos y a los jueces locales.
- Cargos municipales: aunque el código no los menciona expresamente debieron mantenerse los demás cargos de las Curias: el Curador, encargado de supervisar las finanzas locales; los Cuestores encargados de administrar los fondos obtenidos por la recaudación de impuestos en la ciudad y su territorio; los ediles encargados de los diversos aspectos administrativos, como mercados, abastecimientos y edificios públicos; los duunviros anuales encargados de los asuntos políticos (presidencia de la Curia, elecciones, administración del patrimonio, defensa, fiestas y ceremonias, etc.) y del censo quinquenal en la ciudad y las aldeas cercanas que de ella dependían; y el Exactor, encargado de la recaudación de impuestos, sin que haya nuevas noticias de sus auxiliares los Tabularios (que comunicaban el importe del impuesto) y los Susceptores (que acudían a cobrarlo).
- Ejercicio de cargos: la existencia de un Dux provincial con nombre romano (Claudio de Lusitania) ha llevado a pensar que los romanos podían ejercer el cargo de Dux. No obstante, se cree que no era así, y que el cargo estaba reservado a los godos. Claudio habría adoptado un nombre romano al convertirse pero sería godo. No existe ningún otro Dux conocido con nombre romano si bien el padre de Leandro de Sevilla, con nombre romano, es reputado como Dux. Se conocen algunos cargos palatinos de nombre romano, probablemente vinculados a tareas específicas que los godos no sabían ejercer; se les titula Comites (David, Paulo, Severino, Vitulo) pero probablemente no eran condes de ciudad, sino condes palatinos vinculados a determinados cargos sobre todo financieros. Aún en el supuesto de que fueran romanos (podrían ser godos que habían adoptado un nombre romano) representaban una mínima parte de los funcionarios. En todo caso, a partir del Código de Recesvinto, no se establece ninguna prohibición a los romanos para ejercer cargos judiciales o administrativos, y parece ser más la costumbre y afinidad la que determinaba que la mayoría de los cargos fueran ocupados por germanos.

### Libros VI, VII y VIII
- Derecho penal: en derecho penal el Juez podía ser recusado. Si un juez era sospechoso debía juzgar acompañado del Obispo, y el litigante podría apelar ante el rey en caso de estimar injusta la sentencia. Se regulaban las denuncias y acusaciones de delitos graves susceptibles de pena de muerte o confiscación de bienes, para las que el cargo de la prueba era para el denunciante; si la acusación resultaba no probada o se demostraba falsa el acusador era sometido a la ley del Talión, o era convertido en esclavo del que había sido acusado sin pruebas o falsamente.
- Juicios de Dios: en los casos criminales surgen los llamados Juicios de Dios, pero limitados al tormento y al juramento compurgatorio. Los casos de duelos, agua hirviente y fuego u ordalía prácticamente no existieron.
- Penas: las penas más frecuentes eran las pecuniarias y las de azotes. Las penas por hurto, falsedad y otras son establecidas detalladamente.

- Las multas eran muy frecuentes. Aquel que no podía pagar una multa se convertía en esclavo del perjudicado.
- El homicidio y el perjurio conllevaban penas muy graves (en concreto el homicidio, salvo el involuntario, era castigado con la pena de muerte; y el perjurio suponía azotes, infamia para el perjuro, inhabilitación para hacer de testigo y confiscación de una cuarta parte de los bienes que pasaban al agraviado).
- La pena de muerte se aplicaba también a los que provocaban abortos, a los asesinos de un pariente próximo, a los homicidas que actuaban con premeditación, a los hombres armados que penetraban en casa de otro y le daban muerte, a los oficiales que enviaban a los soldados a luchar y ellos eludían el combate, a los esclavos que saqueaban tumbas (muerte en la hoguera), a los incendiarios de casas en la ciudad (muerte en la hoguera), a la mujer adúltera o que intentaba casarse con un esclavo o liberto (muerte en la hoguera), al esclavo que violaba a una mujer libre (también muerte en la hoguera), a la mujer que daba muerte a un niño de poca edad y al marido si era cómplice o había dado la orden (la pena podía cambiarse, por decisión del juez, y en tal caso la acusada o acusado declarados culpables eran cegados), al hombre que ordenara a su esclavo que matara a otro hombre libre, y algunos casos de traición.
- El adulterio era castigado con la esclavitud del adúltero respecto al cónyuge inocente, pero en caso de ser adúltera la mujer el marido podía darle muerte, pudiendo matar también al amante si los sorprendía in fraganti. Los delitos de lesiones o daños personales eran castigados con el talión, pero solo en casos de lesiones premeditadas.
- La decalvación y las marcas ofensivas en la piel (con cualquier instrumento y en cualquier punto), las mutilaciones, ataque o detenciones ilegales, se castigaban también con el talión (salvo para los golpes en la cabeza, cuando el talión podía comportar la muerte, mientras esta no había sido causado a la víctima; los golpes en la cabeza tenían una sanción económica), pero la víctima podía aceptar un acuerdo. La decalvación del esclavo de un hombre libre por otro hombre libre estaba sancionada con multa de diez sueldos, y si el esclavo era doméstico recibía además cien latigazos.
- Las lesiones a causa de una pelea o no premeditadas solo tenían sanciones económicas. Las multas llegaban hasta los cien sueldos según el lugar de la lesión.
- El comportamiento irreverente de un esclavo para con un Vir illustris estaba castigado con cuarenta latigazos para un esclavo idoneus (doméstico) y cincuenta para un esclavo vilior (rústico), salvo que la provocación partiera del noble (en cuyo caso no había castigo).
- El insulto u ofensa al esclavo de otro (realizado por un hombre libre o un esclavo) era castigado con azotes o con multas. Los insultos u ofensas entre hombres libres eran castigadas con multas; las ofensas o injurias realizadas por esclavos dependían de si se hacían con conocimiento del amo o sin él. No había distinción entre ofensas o injurias a un hombre o a una mujer. El juez que no impusiera las penas pertinentes sería destituido por el Obispo o el Dux.
- Parece que la nobleza no podía ser torturada en los Tribunales más que en casos muy limitados (traición, homicidio y adulterio).
- Cuando un demandante presentara una acusación contra un miembro de la nobleza palatina que no pudiera ser probada debía entregar al rey o al juez una declaración escrita ratificada por la firma de tres testigos (inscriptio) y entonces se sometía al acusado a tortura; si no confesaba el acusador era entregado al acusado como esclavo, pero el nuevo amo no podía matarlo (más tarde Ervigio permitió que el demandante pagara una compensación económica fijada por el acusado inocente). En todo caso las confesiones del acusado debían ser coincidentes con las que figuraban en la inscriptio (que el acusado no conocía), pues si no eran coincidentes equivalía a la no existencia de confesión y regía la misma pena. Si el acusado había sido informado del contenido de la inscriptio (se supone que por el acusador, los testigos o el juez) ya no podía ser sometido a tortura.
- El sistema de inscriptio y tortura se extendía a otros delitos menores, como el robo por valor de más de trescientos sueldos, para «los demás hombres libres» (Ervigio aclaró que la nobleza estaba excluida y los demás hombres libres eran aquellos que no eran nobles, y estos podrían librarse mediante prestar juramento de que eran inocentes; el límite del robo se elevaba a los quinientos sueldos, y por debajo de dicha suma era un robo menor).
- Para los robos menores se establecía que debía devolverse nueve veces el valor de lo robado a la víctima, salvo si el ladrón era esclavo, en cuyo caso el dueño pagaría seis veces el valor de lo robado. Esclavo o libre el ladrón era castigado además con cien latigazos. Si el dueño del esclavo no quería pagar el esclavo pasaba a ser propiedad del perjudicado, y si el hombre libre no quería pagar se convertía en esclavo de la víctima del robo (que debía ser el caso más habitual). Si no había pruebas del robo, bastaba con que el acusado jurara que era inocente.
- La tortura se desarrollaba durante tres días como máximo, en presencia del juez y de otros hombres invitados de este. El juez que a sabiendas o por soborno provocara la muerte de un torturado sería entregado a los parientes del muerto para ser torturado por estos, pero podía librarse si prestaba juramento de que era inocente y los invitados testificaban su actuación correcta; en todo caso estaría obligado a pagar a los herederos del torturado fallecido una compensación de trescientos sueldos. Si la causa de la muerte fuera el soborno del demandante, este sería ejecutado.
- La falsificación de documentos reales estaban castigados con la amputación de un dedo, decalvación y doscientos latigazos. La homosexualidad era castigada con la castración y el destierro; cuando el homosexual estuviera casado sus bienes pasarían a sus herederos, su matrimonio se anularía y su mujer recobraría la dote. Si el culpable era obispo, sacerdote o diácono sería secularizado y desterrado.
- Un hombre libre que copulara con una esclava de otro hombre en casa del dueño de la esclava, recibiría cien latigazos (cincuenta si la esclava era rústica). Si era esclavo recibiría ciento cincuenta latigazos. La violación también era castigada. Así por ejemplo se regulaba la violación por hombres libres y por esclavos, dirigida contra esclavas, libertas y mujeres libres; cuando el delito era cometido por esclavos la sanción era mayor para el esclavo rústico que para el doméstico.
- Se estableció que para matar a un esclavo debería ser culpable de un delito grave y debería obtenerse el permiso del juez local o Thiufadus, el conde o el Dux, tras demostrarse que era culpable (Ervigio permitió después que el esclavo fuera ejecutado y a posteriori se acudiera a los tribunales, debiendo demostrarse no obstante que era culpable). El amo podía matar al esclavo en defensa propia pero debía demostrarlo mediante testigos o a falta de ellos prestando juramento. El esclavo que robara a otro esclavo o a su dueño era castigado por el amo sin intervención judicial como anteriormente pero no podía ser ejecutado (A menudo el esclavo era ejecutado, y no solo por casos de robos, sino que a menudo lo era sin causa justificada). El hombre que matara a su esclavo sin causa justificada sería exilado de por vida y debería hacerse penitente; además perdería sus bienes que pasarían a sus herederos (Ervigio modificó la sanción por multa de setenta y dos sueldos y pérdida perpetua del derecho a testificar). El hombre que mataba al esclavo de otro hombre debía entregar dos esclavos de igual valor al propietario del esclavo muerto, y además quedaría sometido a la pena de exilio prevista por matar a un esclavo (Ervigio suprimió el exilio para estos casos). El hombre que mataba a un esclavo propio o de otro, en represalia por alguna injuria u ofensa, y podía probar la causa del crimen mediante testigos o mediante juramento, quedaba libre. Un esclavo que (bajo tortura) confesara haber matado a un hombre por orden de su amo, recibiría cien latigazos y la decalvación, y su dueño quedaría sujeto a las penas de homicidio (Ervigio estableció que si el amo acusado por el esclavo, juraba que era inocente, quedaría libre y podría disponer de la vida del esclavo que había cometido el crimen y le había acusado de instigarlo; para ser creído él esclavo debería presentar un testigo, o bien el amo debería confesar).
- El hombre que mutilaba o lisiaba a un esclavo al castigarle, o incluso le provocaba la muerte, quedaba libre si los hechos ocurrieron para imponer una justa disciplina; pero si la mutilación era injustificada era penada con destierro durante tres años y la penitencia ante el obispo local; los bienes del desterrado serían administrados en su ausencia por sus descendientes o próximos parientes (todas estas normas fueron suprimidas por Ervigio pero después se restablecieron).
- El que consultaba a un adivino para saber el futuro de cualquier persona incluyendo al rey, sería azotado, sus bienes confiscados y se convertiría en esclavo; el adivino correría igual suerte. Si el culpable fuera un esclavo sería torturado y vendido fuera del reino.
- Las penas de Alarico II contra los magos, que antes solo se aplicaban a los romanos, se extendieron también a los godos, aunque se eliminó la pena de muerte. Aquellos que realizaran prácticas de magia recibirían doscientos latigazos (Ervigio los aumentó a quinientos como mínimo para los adivinos y extendió los efectos del resto de la Ley a los jueces, que descubrió que a menudo consultaban adivinos) y decalvación pública. Los que recurrieran a sortilegios (predicciones basadas en la interpretación de un pasaje de la Biblia seleccionado al azar) y adivinos o practicaran la magia, perdían el derecho a testificar (también lo perdían los convictos de homicidio, robo, envenenamiento, estupro o perjurio).

### Libro IX
- Derecho de asilo: los declarados culpables de homicidio o de prácticas mágicas no podrían refugiarse en las Iglesias. Si lo hacían, sus perseguidores, de acuerdo con el Obispo, deberían jurar que no lo matarían, tras lo cual podrían arrestarlo, en cuyo caso sería cegado. Los demás delincuentes o deudores solo podían acogerse al derecho de asilo si no llevaban armas (pues si llevaban armas podían ser entregados), y solo podían ser detenidos previa autorización del Obispo. Los deudores asilados podían ser detenidos previo consentimiento del Obispo y después de que el acreedor prometiera no hacerles daño, obteniendo a cambio la promesa del moroso de que pagaría en un plazo determinado, promesa que se hacía ante un miembro del clero, presbítero o diácono.

### Libro X
- División de tierras: las tierras que se dividieran en el futuro entre romanos y godos se repartirían por mitad (en vez de la antigua división de un tercio y dos tercios).
- Adquisición de la propiedad: la propiedad mueble o inmueble podía adquirirse por herencia, por ocupación bélica, por accesión, por caza o pesca, por prescripción, por compra y por donación (real, del señor o de particulares, familiares o no).
- Prescripción: la prescripción en general era a los treinta años y como excepción a los cincuenta (esta prescripción solo afectaba a las reclamaciones sobre particiones de tierras entre romanos y godos). Los esclavos huidos solo podían ser reclamados durante treinta años (y eran libres a los cincuenta años), pero el límite no afectaba a los esclavos del Tesoro.

### Libro XI
- Leyes mercantiles: solo cuatro leyes se refieren a aspectos mercantiles. Todo el derecho mercantil es muy limitado.

### Libro XII
- Ley contra la herejía: todo habitante del Reino o extranjero en visita al mismo, que hablara contra la fe católica o tuvieran pensamientos heréticos, sería desterrado y se le confiscarían todos sus bienes.
- Ley contra los conversos renegados: quedaba prohibido a todo judío converso que hubiera sido bautizado, abandonar la fe cristiana, atacarla de hecho o de palabra, y emigrar para escapar de ella; tampoco podría atacarse de hecho o de palabra ninguna parte de la profesión de fe que se exigía a los conversos (llamada placitum); no podría ocultarse a nadie que atacara la fe católica o algo escrito en los placita. El incumplimiento estaba castigado con la pena de muerte en la hoguera o por lapidación realizada por otros judíos conversos.
- Ley contra la Pascua judía, el Sábado judío y las bodas judías: quedaba prohibida la celebración de la Pascua judía, el sábado judío, o las bodas en otro rito que el católico. El incumplimiento llevaba aparejada la pena de muerte en la hoguera.
- Prohibición de la circuncisión: la práctica de la circuncisión quedaba prohibida. El que la practicare sería castigado con la muerte en la hoguera.
- Normas alimenticias de los judíos: los judíos no podrían cumplir con sus normas de alimentación, pues si lo hacían serían quemados en la hoguera.
- Testigos judíos: ningún judío, ni siquiera estando bautizado, podría testificar contra un cristiano, ni aunque el cristiano fuera esclavo. No obstante no se prohibió que los judíos pudieran iniciar acciones legales contra cristianos (libres o esclavos) ante jueces cristianos. Los hijos de judíos bautizados podrían prestar testimonio contra un cristiano solo si la fortaleza de su fe católica y su honradez estaban acreditadas, y además si el obispo o el juez no daban su aprobación. El judío que testificara sería castigado con la pena de muerte en la hoguera.
- Quebrantamiento de las conversiones: el judío converso que quebrantara los compromisos contraídos al convertirse sería castigado con la pena de muerte por lapidación por otros judíos conversos.
- Gracia real a los judíos: si el rey decidía perdonar la vida a un judío culpable del quebrantamiento de alguna ley, el judío se convertiría en esclavo de la persona a la que el rey tuviera a bien obsequiarlo y no podría ser manumitido; sus propiedades serían confiscadas y repartidas por el rey a su conveniencia.
- Otros aspectos contrarios a los judíos: con la abolición del Breviario de Alarico quedó suprimida la imposibilidad de procesar a un judío en sábado, y la posibilidad de acudir para los pleitos civiles entre judíos a los rabinos (aunque podían hacerlo de hecho, las decisiones de los rabinos ya no serían imperativas como si hubieran salido de un tribunal secular ordinario).
- Prohibición de ayudar a los judíos: toda persona, laico o clérigo, que ayudase a los judíos a seguir en sus creencias, o a los bautizados a retornar a su antigua fe o a atacar a la religión católica, pública o secretamente, sería excomulgado y se le confiscarían una cuarta parte de sus bienes.
- Recaudación de impuestos: la recaudación de impuestos (que no es objeto del código) no debió cambiar substancialmente, pues sabemos que la figura del Exactor continuó existiendo. Pero parece que el Exactor, antes responsable ante la Curia, lo era ahora ante el Thiufadus (juez y general), ante el Comes civitatis (conde) y ante el Dux provinciae (duque). En tal caso hay que suponer que la actividad de percibir el Impuesto estaba encomendada al conde, que era responsable de que se alcanzaran los límites fijados ante el Dux; el Thiufadus o su adjunto, comunicaban a los contribuyentes el importe que les correspondía, y el Exactor se ocupaba de la recaudación física del impuesto. Por tanto las funciones recaudatorias del conde eran equivalentes a las del antiguo Exactor, las del Thiufadus a la de los Tabularios, y las del nuevo Exactor a las de los antiguos Susceptores. Seguramente en los niveles más altos de la administración existía un Comes patrimonii y tal vez como resultado de la reforma de Chindasvinto y después de Recesvinto se creó un Comes thesaurorum (cargo documentado en 683) con una distribución de funciones, cargos que ocupaban indistintamente romanos y godos.

## Ediciones
- Edición recesvintiana en el VIII Concilio de Toledo
- Edición ervigiana en el XII Concilio de Toledo
- Edición egicana, no oficial puesto que no llega a ser sancionada.

## Influencia e importancia
El Liber Iudiciorum trasciende al órgano que lo creó, el reino hispano-visigodo. Pervive durante la España musulmana como derecho común de los mozárabes hasta el siglo XIII en algunas regiones. En los primeros dos siglos de existencia de los territorios cristianos, fue la referencia legal junto a la ley consuetudinaria local. A la caída del Califato de Córdoba, las grandes obras de codificación legal para la nueva situación de los reinos cristianos como el Fuero de León o los Usatges de Barcelona, están basadas principalmente en él. Durante la reconquista, su traducción a lengua romance, el Fuero juzgo, es utilizado en varias ciudades del sur peninsular. Fue conocido y aplicado durante la Edad Media, influyó en la formación del derecho castellano, además fue usado en la redacción del Decreto de Graciano, obra cumbre del derecho canónico. El Fuero juzgo ha estado presente en España hasta las codificaciones del siglo XIX, y por tanto, en los países hispanoamericanos.
Tal es su trascendencia, que se considera como la perduración del Derecho romano en su forma vulgar tras la caída del reino visigodo.